# خفاش‌های زبان‌دراز
خفاش‌های زبان‌دراز (نام علمی: Macroglossus) نام یک سرده از تیره خفاش میوه‌خوار است.

## گونه ها
- خفاش زبان‌دراز شهدخوار, Macroglossus minimus
- خفاش میوه خوار زبان دراز, Macroglossus sobrinus